# Uccisione di Harambe

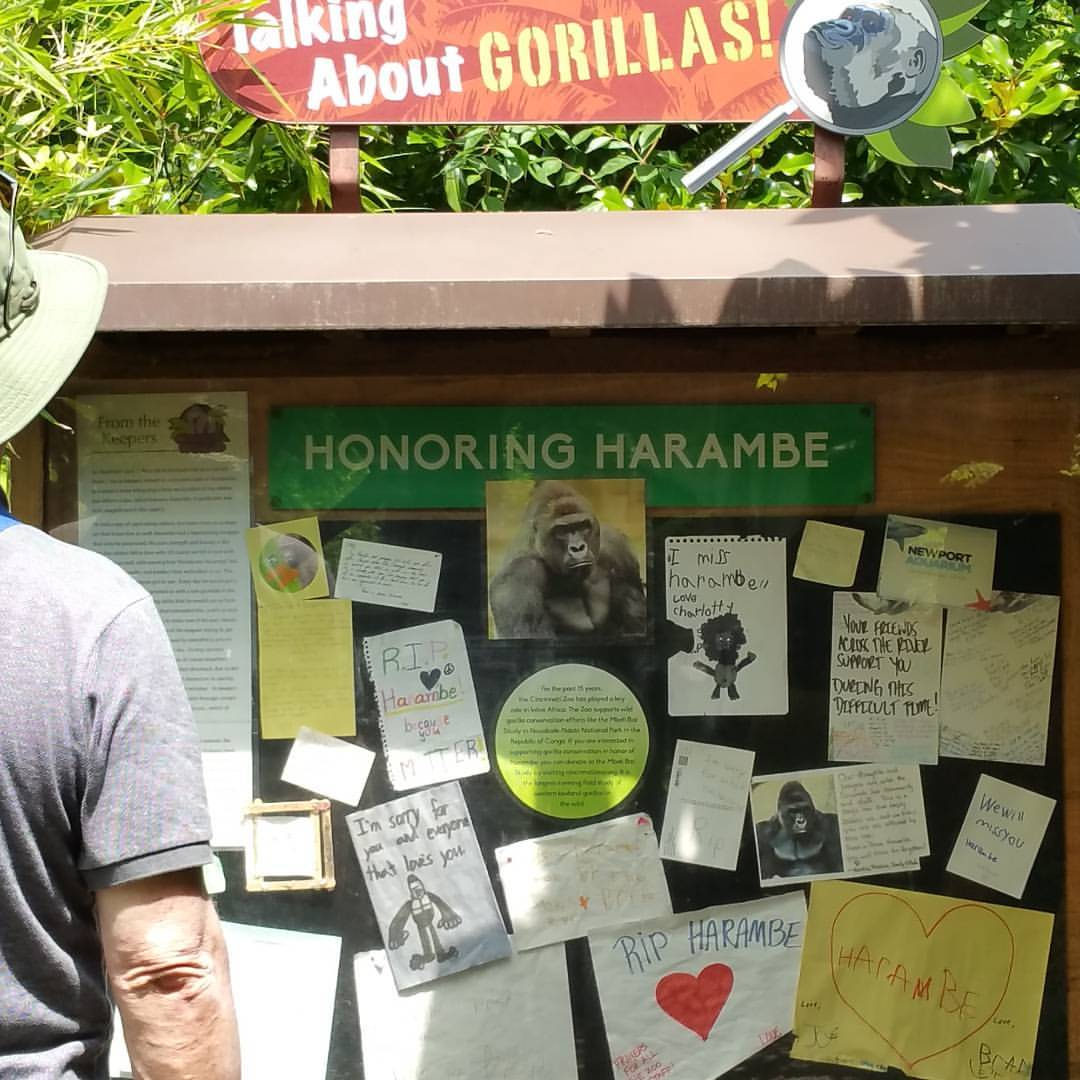
Memoriale dedicato ad Harambe

Il 28 maggio 2016, un bambino di tre anni s'arrampicò su un recinto dell'area dei gorilla allo zoo e giardino botanico di Cincinnati e cadde nell'habitat dei gorilla. Venne successivamente afferrato da Harambe, un gorilla di pianura occidentale di 17 anni. Temendo per la vita del bambino, un lavoratore dello zoo sparò e uccise Harambe. L'episodio venne registrato su video e ricevette un'ampia copertura e commenti internazionali, comprese le polemiche sulla scelta di uccidere Harambe. Un certo numero di primatologi e ambientalisti scrisse in seguito che lo zoo non aveva altra scelta, date le circostanze, mettendo in evidenza il pericolo costituito da animali da zoo in prossimità degli umani, oltre che la necessità di migliori standard di cura.

## Biografia
Harambe (pronunciato: /həˈrɑːmbeɪ/) nacque allo Zoo di Gladys Porter a Brownsville, in Texas, il 27 maggio 1999. Ricevette questo nome da Dan Van Coppenolle, un cittadino della zona che aveva vinto un concorso d'onomastica per scegliere il nome del gorilla sponsorizzato dallo zoo. Scelse questo nome dopo aver ascoltato la canzone "Harambe (Working Together for Freedom)" di Rita Marley, la vedova di Bob Marley. Harambee in lingua Swahili significa "lavoro di gruppo".
Il 18 settembre 2014, Harambe venne trasferito allo zoo e al giardino botanico di Cincinnati per apprendere il comportamento dei gorilla adulti e unirsi a un nuovo gruppo sociale.

## Incidente
Il 28 maggio 2016, un bambino di tre anni che stava visitando lo zoo di Cincinnati cadde nel fossato dell'habitat "Gorilla World". Alcuni testimoni affermarono di aver sentito il bambino dire che voleva entrare nel recinto dei gorilla. Il bambino scalò quindi una recinzione di 3 piedi (0,91 m), strisciò attraverso 4 piedi (1,2 m) di cespugli, e poi cadde da un'altezza di 15 piedi (4,6 m) in un fossato di acqua bassa. I funzionari dello zoo intimarono ai tre gorilla presenti nell'habitat di tornare all'interno nonché di allontanarsi e due femmine di gorilla seguirono gli ordini. Tuttavia, un terzo gorilla, un imponente maschio di 200 kg, per l'appunto Harambe, scese nel fossato per investigare sul bambino che scalpitava nell'acqua.
Nei successivi 10 minuti, Harambe divenne sempre più "agitato e disorientato" dalle urla dei visitatori. Trascinò il bambino nell'acqua, occasionalmente sollevandolo quando si sedeva, o spingendolo giù quando si trovava in piedi. Harambe esibiva un comportamento "pavoneggiante" - camminava con gambe e braccia tese per apparire più grande - una mossa bluffante, anche se con dei pericoli intrinseci poiché avrebbe potuto lanciare o trascinare il bambino troppo bruscamente. Harambe quindi portò il bambino su di una scala dal fossato alla terraferma. Preoccupati per la vita del bambino, i funzionari dello zoo presero la decisione di uccidere il gorilla, con un singolo colpo di fucile. I vigili del fuoco di Cincinnati dissero che il bambino era tra le gambe di Harambe quando venne sparato il colpo. Harambe venne ucciso un giorno dopo il suo diciassettesimo compleanno.

## Reazioni
L'incidente venne registrato in video da un visitatore anonimo e caricato su YouTube, diventando virale, suscitando clamore e polemiche a livello mondiale. Alcuni osservatori dissero che non era chiaro se Harambe intendesse far del male o meno al bambino. Altri chiesero che i genitori del bambino o lo zoo fossero ritenuti responsabili della morte del gorilla. Il direttore Thane Maynard dichiarò: "Il bambino veniva trascinato in giro... La sua testa batteva sul cemento, non era un movimento gentile, il bambino era a rischio" La polizia indagò su possibili accuse penali contro i genitori, mentre i genitori stessi difesero le azioni dello zoo. La madre del bambino divenne anche oggetto di molestie su Internet e sui social media. Il 6 giugno 2016, il procuratore dell'Ohio, Joe Deters, confermò che la madre non avrebbe affrontato alcuna accusa. Lo zoo venne fatto oggetto di indagini dall'Association of Zoos and Aquariums (AZA), che stabilisce gli standard per gli zoo in America e dal Dipartimento dell'Agricoltura degli Stati Uniti.
Diverse veglie hanno avuto luogo per onorare la morte di Harambe. Circa 3 400 persone hanno partecipato a una veglia a lume di candela a Hyde Park, Londra. Anthony Seta, attivista per i diritti degli animali, ha parlato durante una veglia allo zoo di Cincinnati, dicendo: "Non sono qui per decidere cosa è giusto e cosa è sbagliato, il fatto è che un gorilla che aveva appena festeggiato il suo compleanno è stato ucciso".
L'incidente ha ricevuto critiche da diverse celebrità di alto profilo, tra cui Ricky Gervais, Brian May e Piers Morgan.
L'incidente ha scatenato il dibattito tra biologi e primatologi sul fatto che i gorilla e altri primati debbano essere tenuti in cattività. La primatologa Jane Goodall ha detto che secondo il video sembrava che Harambe stesse cercando di proteggere il bambino. Goodall in seguito diffuse una spiegazione più lunga in un'intervista con il presidente dell'International Fund for Animal Welfare, concludendo che lo zoo non aveva altra scelta che uccidere Harambe. Ha scritto: "È stato terribile per il bambino, i genitori, Harambe, lo zoo, i custodi e il pubblico, ma quando le persone entrano in contatto con animali selvatici, le decisioni sulla vita e sulla morte devono talvolta essere prese". Goodall ha detto che fino a quando gli esseri umani e gli animali selvatici sono tenuti insieme nelle immediate vicinanze nei giardini zoologici, non c'è modo di prevenire incidenti, ma lei crede che gli zoo "con i più alti standard di cura" potrebbero svolgere un ruolo importante. Il guardiano dello zoo Jack Hanna ha difeso con forza l'azione dello zoo come "decisione corretta", osservando che un dardo tranquillante avrebbe impiegato cinque o dieci minuti per entrare in effetto e avrebbe potuto far precipitare la situazione. Il primatologo Frans de Waal ha detto di aver visto poche opzioni per lo zoo: "Un gorilla è così immensamente forte che anche con le migliori intenzioni - e non siamo sicuri che Harambe avesse quelle - la morte del bambino era un risultato probabile".

## Nella cultura di Internet
Dopo l'uccisione, Harambe divenne oggetto di numerosi meme virali. Vox ha scritto a novembre che Harambe ha uno "status innegabile come meme dell'anno 2016". Come scrive la rivista People: "Harambe continua a vivere nella mente collettiva di Internet, entrando in uno stato di meme venerato e non comune". Uno dei meme più diffusi è stato notato dal Washington Post che ha osservato una proliferazione di tributi esagerati e finti a Harambe. "L'idea è, più l'espressione del lutto è intensa e sincera, più divertente è lo scherzo." In Australia, la gente fece scherzi sostenendo Harambe come candidato iscritto al ballottaggio per le elezioni federali. Sondaggi politici inclusero Harambe nelle loro indagini per le elezioni presidenziali negli Stati Uniti. Il gorilla morto aveva il 5% di supporto a fine luglio 2016 (davanti alla candidata del partito ambientalista Jill Stein) e il 2% ad agosto 2016 (parità con Stein).
Il direttore dello zoo di Cincinnati Thane Maynard reagì negativamente: "Non siamo divertiti da questo fenomeno, dalle petizioni e dai cartelli su Harambe, la nostra grande famiglia dello zoo sta ancora guarendo, e la costante menzione di Harambe rende i progressi più difficili per noi. Onoriamo Harambe con i nostri sforzi per la conservazione dei gorilla e incoraggiamo gli altri a unirsi a noi." Alla fine di agosto, lo zoo ha cancellato il suo account Twitter dopo essere stato preso di mira quotidianamente dai troll che menzionavano Harambe. Tuttavia, dopo due mesi, l'account venne ripristinato.

## Sviluppi successivi
Nel settembre 2017, lo zoo ha aggiunto Mshindi, un gorilla maschio di 29 anni dallo zoo di Louisville. Si è unito alle femmine Chewie, 21 anni, e Mara, 22 anni, che erano presenti il giorno dell'uccisione. Allo stesso tempo, lo zoo ha creato un nuovo habitat interno in cui il pubblico poteva vedere i gorilla tutto l'anno da dietro dei vetri di sicurezza.